# Valley Stream
Valley Stream è un villaggio degli Stati Uniti d'America, situato nello stato di New York, nella contea di Nassau.